# Циклон (тип судов на подводных крыльях)
«Циклон» — название пассажирского морского двухпалубного судна на подводных крыльях (СПК), газотурбохода, разработанного ЦМКБ им. Алексеева (г. Горький — Нижний Новгород), построен ФПО «Море» (г. Феодосия, ФПО им. XXVI съезда КПСС) в 1986 году.
Теплоход предназначен для скоростных пассажирских перевозок на морях и в прибрежных районах океанов с удалением от портов до 100 миль.
«Циклон» является флагманом среди пассажирских морских СПК.

## Технические характеристики
Морское пассажирское судно на подводных крыльях «ЦИКЛОН М»
- Максимальная пассажировместимость: 250 человек
- Длина: 44,2 м
- Ширина: 12,6 м
- Высота: 14,2 м
- Масса полная: 137,1 т
- Масса пустого: 100,8 т
- Осадка на плаву: 4,3 м
- Осадка при ходе на крыльях: 2,4 м
- Мощность двигателей: 2х2940 квт
- Крейсерская скорость: 70 км/час
- Высота волны: 2,5 м
- Дальность плавания (42 узл.): 300 миль
- Пассажиры: 210—250 человек

Имеет силовую установку на основе 1 (одного) газотурбинного двигателя (ГТД) и дизеля М-501.